# 重要無形文化財保持者
日本的重要無形文化財保持者（日语：重要無形文化財の保持者），也被通俗地称为人间国宝（日语：／ Nin'gen Kokuhō */?），是指基于1949年政府制定的《文化財保護法》，经文部科學省认证颁发，能够制作或表演官方指定文化财产的个人或团体。虽然在法律条文中并没有出现，但人们普遍使用“人间国宝”来称呼他们。